# Франсоа де Нефвил, војвода од Вилроа
Франсоа де Нефвил, војвода од Вилроа (фр. François de Neufville, duc de Villeroi; 7. април 1644 — , 18. јул 1730) је био француски војсковођа и маршал Француске.
Његов отац Никола де Нефвил, маркиз од Вилроа постао је маршал Француске. Никола је био гувернер младога Луја XIV, који га је касније унапредио у војводу од Вилроа. Франсоа се одгајао на двору и био је блиазак Лују XIV и постао је члан унутрашњег круга двора. Као познаник краља и дворјанин Вилроа је био предодређен за напредовање у војсци. Постао је 1693. маршал Француске, а да до тада није заузимао ниједно значајно или одговорно командно место. Када је 1695. умро маршал Луксембург Франсоа Вилроа је постао заповедник војске у Фландрији у току Рата Велике алијансе. За Вилијама III од Енглеске Вилроа је био много лакши противник од Луксембурга. Вилроа је био одговоран за бесмислено гранатирање Брисела 1695. Због тога гранатирања Брисел је био реконструисан у 18. веку.

Војвода од Вилроа је 1701. послан у Италију да би сменио Николу Катину. Међутим изгубио је битку код Кјерија од много мање војске под командом Еугена Савојског за време Рата за шпанско наслеђе. Заробили су га 1702. у бици код Кремоне. Следећих година борио се у Белгији и Холандији против војводе од Молбороа. Молборо је имао проблема са Холанђанима и другим савезничким командантима, што је спашавало војводу од Вилрао неизбежне катастрофе. Војвода од Молбороа је убедљиво победио 1706. у бици код Рамија. Краљ Луј XIV је тешио старог пријатеља решима 
У нашим годинама више нема среће.
 Међутим након те битке га је сменио и отада је Вилроа живео на двору. Иако се сумњало да је био умешан у уроте против краља ипак је и даље остао краљев пријатељ.
Касније је за време регентства био гувернер краља Луја XV док је био дете. Заузимао је и друге високе положаје од 1717. до 1722. Пао је у немилост 1722, јер је суделовао у завери против Филипа II од Орлеана, регента Луја XV. Поставили су га за гувернера Лиона, што је био један облик изгнанства. Када је Луј XV постао пунолетан поставио га је поново на високи положај.